# Dadamahalli, Malavalli
Dadamahalli là một làng thuộc tehsil Malavalli, huyện Mandya, bang Karnataka, Ấn Độ.